# Седа (місто)
Седа (латис. Seda) — місто в північній Латвії, в історичній області Відземе, у Стренчському краї.

## Назва
- Седа (латис. Seda;  вимова)
- Зедде (нім. Sedde) — німецька назва річки Седа, за іменем якої назване місто.

## Географія
Місто розташоване на річці Седа.

## Історія
Засноване в 1952 році як містечко на основі села Седде для видобутку і переробки торфу, на відстані 3 км від залізничної станції Стренчі (на лінії Рига — Валга). У будівництві брали участь будівельники із усього СРСР, від часів будівництва збереглася велична архітектура у стилі сталінського ампіру. Поселення швидко перетворилося в селище міського типу Латвійської РСР, з 1991 року має статус міста. Відстань до столиці країни міста Рига — 122 км. Видобуток торфу ведеться дотепер. З переробленого торфу одержують субстрати для тепличних комплексів. Основне підприємство — АТ «Седа». До 1 липня 2009 року місто входило до складу Валкського району.

## Населення
- 2000: росіяни 64,8 % (1184), латиші 16,3 % (298), інші 18,9 %.